# Lathys maculosa
Lathys maculosa là một loài nhện trong họ Dictynidae.
Loài này thuộc chi Lathys. Lathys maculosa được Ferdinand Karsch miêu tả năm 1879.